# Micrantha mollita
Micrantha mollita là một loài bướm đêm trong họ Noctuidae.